# Fanning (schiettechniek)
Fanning (Engels: waaieren) is een techniek om met een single action revolver te schieten. Hierbij wordt met één hand de revolver vastgehouden en de trekker naar achteren geduwd en niet losgelaten. Met de andere hand wordt de haan naar achteren getrokken en snel weer losgelaten, zodat het wapen afgaat. Dit wordt dan telkens herhaald (naargelang het aantal kogels die in de trommel passen, meestal zes). Dit is een manier om snel een revolver leeg te schieten, zonder elke keer de haan te hoeven spannen en dan de trekker over te halen. Nadeel van deze techniek is dat, als dit vaak wordt gedaan, het stop-mechanisme van de cilinder kan beschadigen.

Fanning komt nog weleens voor in films over het Wilde Westen, zoals Once upon a Time in the West en ook bij de in de Verenigde Staten populaire sport Cowboy Action Shooting